# وسط مجله

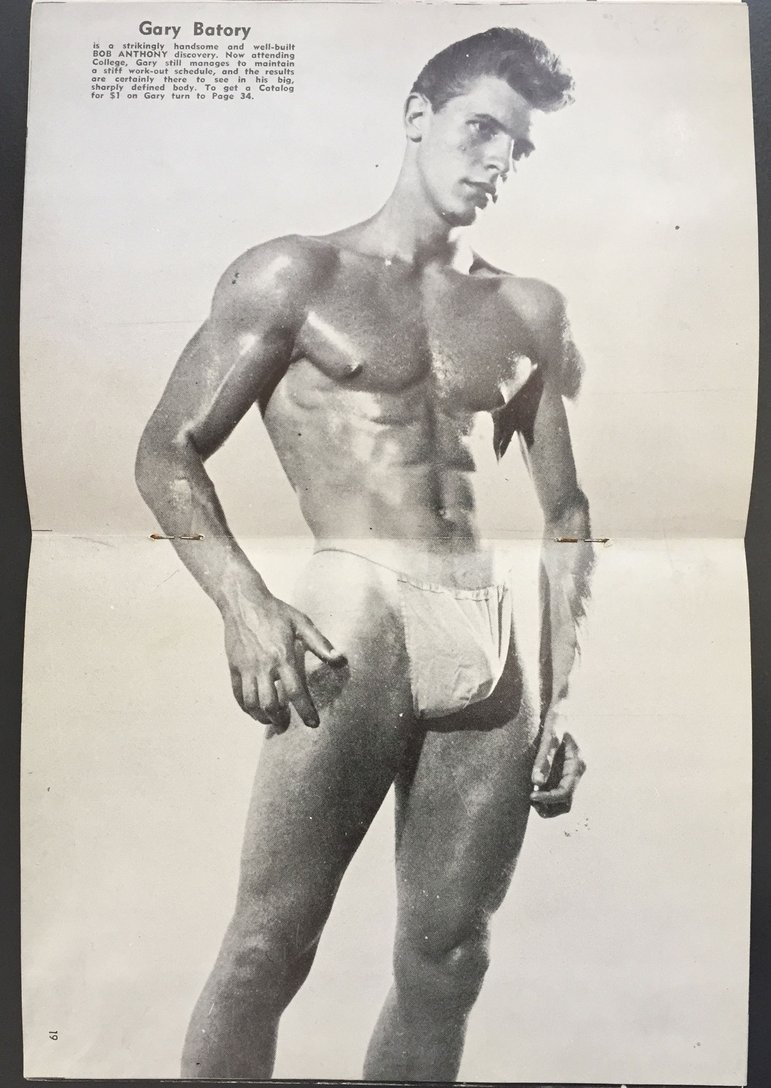
نمونه ای از تصویر وسط مجله

در یک مجله، صفحهٔ وسط به صفحات درونی ورق میانی گفته می‌شود که معمولاً حاوی یک تک‌چهرهٔ پین‌آپ یا برهنه است. این اصطلاح، همچنین می‌تواند به مدلی که در تک‌چهره به نمایش درآمده‌است هم اشاره کند (مدل وسط مجله‌ای).